# Rua 24 Horas

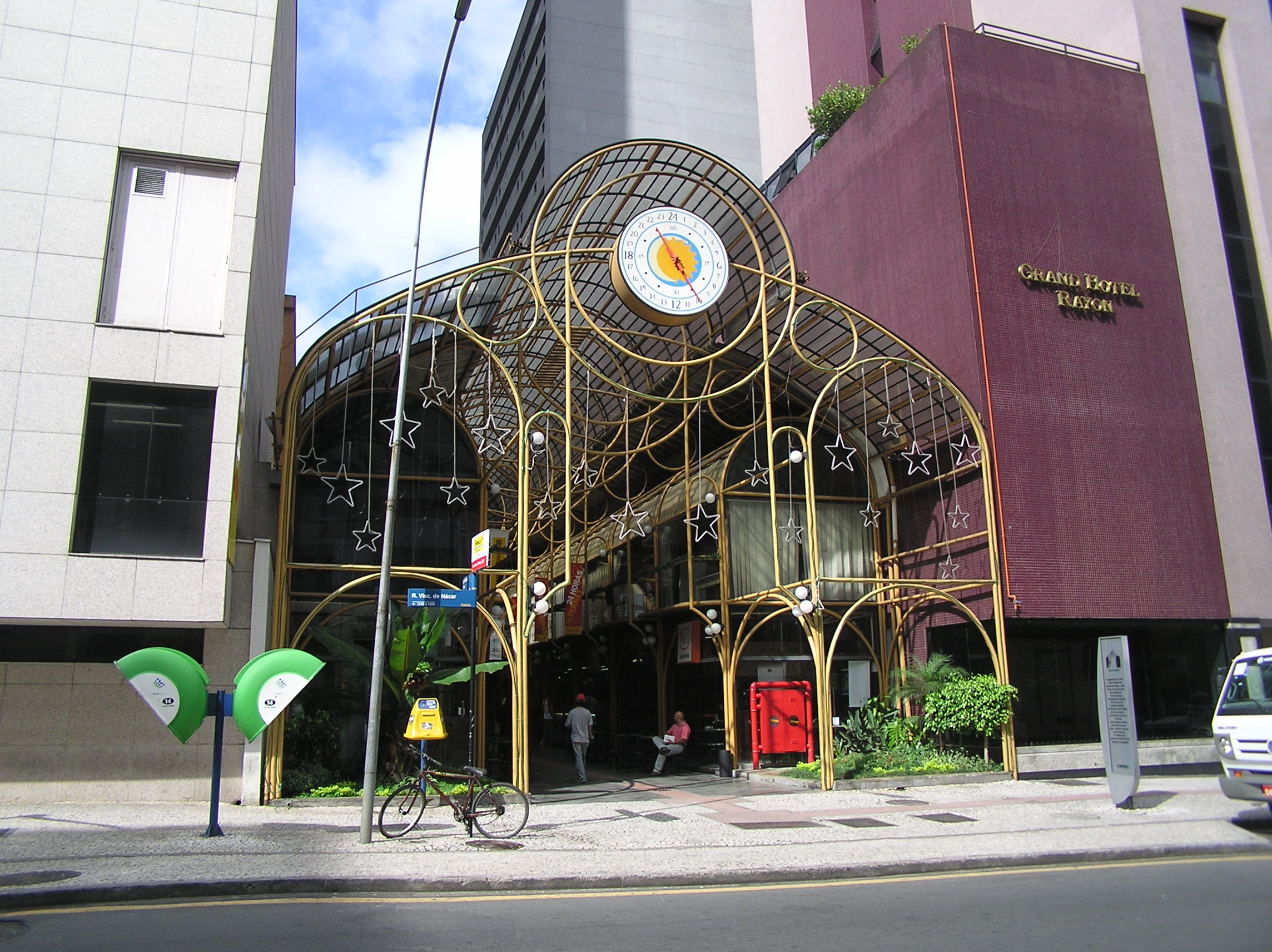
Entrada de la Rua 24 horas.

Rua 24 Horas es un punto turístico situado en el centro de la ciudad brasileña de Curitiba, capital del Estado de Paraná. Fue inaugurada en septiembre de 1991 y recibe su nombre a partir del hecho de que en esta especie de calle techada convertida en galería, se concentran 24 tiendas que se mantienen abiertas las veinticuatro horas del día. Tiene 120 metros de extensión y 12 de ancho; su cobertura está formada por 32 arcos de estructura metálica tubular.